# Kheti II
Kheti (II) (fl. XXII-XXI secolo a.C.) è stato un sovrano egizio inserito alla IX dinastia.

## Biografia
L'estrema scarsezza di fonti storicamente affidabili rende difficoltosa la conoscenza dei sovrani delle dinastie IX e X; solo il Canone Reale, peraltro frammentario, fornisce qualche dato a cui si affiancano alcuni riscontri archeologici.
I dati disponibili inducono a pensare che molti dei sovrani di questa fase storica abbiano regnato contemporaneamente e solo su parti dell'Egitto.
Kheti (II) è noto, allo stato attuale delle conoscenze,  dal Canone Reale (colonna 4 posizione 21)
e, forse, da un graffito 
| F32 · t | U33 | HASH | N5 | nfr | kA |

ẖ t ti ... nfr k3 rˁ - Khet...Neferkara
che può essere letto come Kheti ([s3]) [figlio] di Neferkara

## Liste Reali
|            | \| \| \| non citato \| \| \| |
|            |                              |
| non citato |                              |
|            |                              |

|            |
| non citato |
|            |

|            | \| \| \| non citato \| \| \| |
|            |                              |
| non citato |                              |
|            |                              |

|            |
| non citato |
|            |

| F32 · t | A50 | i | i | G7 |

| F32 · t | A50 | i | i | G7 |

| F32 · t | A50 | i | i | G7 |

| F32 · t | A50 | i | i | G7 |

| F32 · t | A50 | i | i | G7 |

| F32 · t | A50 | i | i | G7 |

| F32 · t | A50 | i | i | G7 |

| F32 · t | A50 | i | i | G7 |